# Macrocera caudata
Macrocera caudata är en tvåvingeart som beskrevs av Loïc Matile 1977. Macrocera caudata ingår i släktet Macrocera och familjen platthornsmyggor.
Artens utbredningsområde är Madagaskar. Inga underarter finns listade i Catalogue of Life.